# とりきっさ!
『とりきっさ!』は、ノブヨシ侍による日本の漫画作品。コミティアにて同人誌版の本作を発表。その後『月刊COMICリュウ』（徳間書店）にて2014年6月に行われた新人発掘企画、登竜門4にて読者投票の結果、過去最大の得票数で1位を獲得し連載が決定。同誌の2014年12月号から2018年1月号まで連載。
本作は基本的に4コマ漫画の形態をとっている。話数のカウントは羽。

## あらすじ
森で道に迷ったサラリーマンヒロカズが辿り着いたのは、半人半鳥の種族トリビトの姉妹、スズとリンが営む喫茶店『とりきっさ』だった。喫茶店の業務に悪戦苦闘する二人の姿を見て、ヒロカズは彼女たちを手伝うことを決意する。

## 登場人物
本作では人間と半人半鳥の種族トリビトが登場する。

### 人間
笹木 ヒロカズ（ささき ヒロカズ）
主人公の人間で冴えない眼鏡のサラリーマン。食品加工会社の営業部に勤めている。森で迷っているところでスズと出会い、成り行きで喫茶店「とりきっさ」を見つける。
真面目な性格で、「人間に来てもらえる喫茶店」を目指すリンたちの悪戦苦闘する様をみて彼女たちを手伝う決心をする。同僚の名前をしっかりと記憶している。しっかりとした態度でリンたちに人間の喫茶店のいろはを教えているため、彼女たちからことあるごとに店長と呼ばれる。料理の腕は一人前で、リンやスズはもちろんのこと、店にやってくるトリビトからもその腕を認められている。また、喫茶店の料理の材料は、彼が調達している。
若干ドジな部分があり、そのせいもあって、会社ではあまりうまくいっていないようで、肩身の狭い思いをしていたが、喫茶店「とりきっさ」での経験を自然と発揮し、営業先で大活躍することもある。
トリビトの間では「雌鶏たらしのヒロカズ族」と噂されている。
ヒロカズの同僚
作中では第9.5羽に山崎さん、伊藤さんの2人が登場。
ヒロカズのことを覚えてはいなかったが、彼の苦労話を聞き、彼のいい人柄を見直し、彼にスイカをおすそ分けする。
部長
なにかと文句をつけるヒロカズの上司。
八毛鳥獣病院の先生
トリビトを独自で研究している獣医師。周りからの評判はあまりよくない様子。
ナミ
スズにボールを奪われ、偶然「とりきっさ」にやってきた人間の女の子。少し強気な性格。
スズと仲良くなり、たびたび遊びに来るようになる。
ショウやヒロカズと共にトリビトについて知る数少ない人間。
ショウ
ナミと共に「とりきっさ」へとやってきた人間の男の子。弱気な性格。
スズと仲良くなり、ナミと共に遊びに来るようになる。

### トリビト
作中では体の一部にヒトの部分が見られる鳥のことで、ハーピーのような姿から、頭のみが鳥の姿までたくさんのトリビトが存在する。作中ではトリビトの縄張りの多くが人間によって減らされてしまっている。そのため多くのトリビトは、人間に敵意や畏怖を持っている。
また、トリビトは鳥のような羽を持つ「羽手種」と人の手首を持つ「人手種」の2つに分けられる。前者は飛行や狩りに秀で、後者は手芸や耕作に秀でるが、トリビトは向き不向きは関係なくやりたいことをやっている。
また、大人になる際に換羽する種族がいたり、卵を産んだりとトリに近い生態を持つ。
スズ
ハーピーのような姿をした羽手種のスズメのトリビトの女の子。ショートヘア。メイド服を身に纏う、喫茶店「とりきっさ」のウェイトレス。
非常に幼いため、まだ喫茶店の仕事はうまくこなせていなかったり、イタズラをすることもあるが、他人のために彼女なりに考えて行動したりするしっかりした一面も見せる。
ヒロカズに懐いており、彼にすぐに抱き付いたり、彼が店に来られないような大雨の時には悲しそうな表情をのぞかせていたが、眼鏡を彼と認識しているらしく、彼の似顔絵を描いた際には眼鏡しか描いていなかった。また、彼が長く店に来られないとしおれて、元気がなくなっていた。
光るものなどを見ると、鳥としての本能が刺激されるようで、顔にくちばしがつき、目つきが鋭くなる。
リン
ハーピーのような姿をした羽手種のスズメのトリビトの少女。スズの姉。ロングヘア。スズと同じ羽毛の色をしている。スズと同じく、本能が刺激されると鋭い目つきで嘴を持つ顔に変貌する。スズとかなり歳の差がある姉で、しっかり者だが少し抜けているところもある。一応、喫茶店「とりきっさ」の店主。スズと同じメイド服を着ている。ヒロカズの手伝いを受けながら、日々「人間に来てもらう喫茶店」を目指し仕事をしている。
かなりの美少女らしく、常連から熱烈なアプローチを受けているが、いつも無視している。喫茶店のいろはを教えてくれるヒロカズのことを信頼している。
連絡はなくなっているが、毎年のように貰っていた母から手紙を宝物にしている。
ヒロカズに好意を抱いており、2人きりになったときには普段スズたちに見せることのない姿を見せている。
普段は元気だが、一度風邪で苦しんだことがある。
常連（じょ、うれ、ん）
喫茶店「とりきっさ」の常連。スズメの姿に濃い脛毛の生えた人間の足を持つ羽手種のスズメのトリビトの男性兄弟3羽。店によく来るスズメで、ことあるごとに問題を起こすトラブルメーカー。
リンに一方的な好意を持っており、熱烈なアプローチをしている。後述するマッスルエナガが店に来ていると、彼らと格闘試合するなど仲がいい様子を見せている。
求愛の季節には他の雄のトリビトから慕われている。
コミックスのカバー裏のおまけは彼らの独壇場となっている。
卵のころからアクティブで、親の顔を知らない。かつて「とりきっさ」に突撃し、そこでリン、スズと出会う。そこでリンから常連という名前を貰ったと勘違いし、それぞれ3つずつ個人に分けて名乗っている。
エナ
ハーピーのような姿をした羽手種のトリビトの少女。羽毛の配色はシマエナガのように真っ白。大雨の日に「とりきっさ」にやってきた。人間が嫌いで、最初はヒロカズに敵意を抱いていたが、彼の人柄や彼の作るホットケーキを食べ、彼にのみ心を許すようになり、好意を抱くようになる。マッスルエナガたちに育てられ、彼らといつも一緒にいる。
マッスルエナガ
鍛え上げられた肉体とシマエナガのような頭と脚を持つ人手種のトリビトたち。森の大工。普段はかわいらしいシマエナガの姿をしているが、大工の仕事をする際には筋骨隆々の姿になる。よく常連達に戦いを挑まれる。
フクねぇ
フクロウの頭とセクシーな女性の体を持つメンフクロウの人手種のトリビト。不思議な女性で、ヒロカズには全く話をせず、スズに意見を伝えて貰ったり、独特なボディーランゲージなどして彼とコミュニケーションをとっている。トリビトの族長と親しい仲にある。
フクロウの姿をしているが、植物も食べる。
トート
ハーピーのような姿をした羽手種のハトのトリビトの少年。病気の父親の代わりにハト便屋で働く少年。若干ナルシストなところがある。仕事柄、ほかのトリビトに比べて人間に慣れている。
自分のことをやたら褒める父親に少し反抗していた。
ポーポ
ハーピーのような姿をした手羽種のハトのハトのトリビトの少女。トートの妹。兄とともにハト便屋で働いている。兄と比べてしっかり者。
コヅツ
トートの父親。生まれたときのことから息子の自慢話をするほど息子・トートが好き。
じゃも
巨大な軍鶏のような姿に人間の手首を持つ人手種のトリビトの男性。人間に対して、他のトリビトとは比べ物にならないほどの敵意を持っている。ほかのトリビトに好かれているヒロカズに、人間だからということでかなり強く突っかかっていくほど。ヒロカズの料理でほんの少し、彼にのみ心を許す。甘党。
後述するトキワの孫のような存在で、彼女を慕っている。
セキ
ハーピーのような姿をした小さな羽手種のセキレイのトリビトの女の子。スズの友達。
レイ
ハーピーのような姿をした小さな羽手種のセキレイのトリビトの女の子。レイと一緒にいる少女。スズの友達。レイと同じく水の上を走ることができる。
族長
ヒロカズが接してきた羽手種のトリビトたちの族長。巨大なフクロウの姿をしたトリビト。トリビトとの交流を深めるヒロカズの扱いをどうするか、決定を下した。
イクル
オオワシのように力強い体躯を持つ羽手種、女性のトリビト。呑兵衛。
姉御肌であるが、かなり大雑把な性格で、飾りで着ていたこともあるが、服が千切れても気にしていなかった。
トキワ
トキの姿をした人手種のトリビトの女性。トリビト用の服職人。
かなりの老年で、じゃもが雛の時から知っている。派手な装飾を施した雄が好きで、地味な格好のヒロカズに対し叱責を浴びせるほど。
トキジ
トキの姿をした人手種のトリビトの子供。トキワの孫。
スズよりも小さな体のトリビトだが、トキワの手伝いのために染料を取りに行ったりしている。
オシド
オシドリのような配色で人手種の雄のトリビト。後述するカモカと共にデートしに「とりきっさ」にやってきた。
畑仕事に従事する。口下手。
カモカ
カモのような羽手種のトリビトの子。「とりきっさ」にはオシドと一緒にデートしに来た。
オシドの告白を受けた後、本人も予期しなかった衝撃の事実が判明する。
モーラ
モズのような習性を持つ、羽手種のトリビトの少女。勝気な性格。
弟のモーリと暮らしており、縄張り一帯を芸術作品に仕上げて、通りかかる人物に警戒している。
モーリ
モーラの弟で人手種のトリビト。臆病な性格。
体に似合わず、大きな音が苦手。姉と一緒に住んでいる。
コハル
八毛鳥獣病院の先生の下にいた人物。先生の趣味でトリビトの恰好をしていると思われている、羽手種のトリビト。
風邪を引いたリンの症状だけを聞いて適切な処置を施したメモをヒロカズに渡した。
村の掟を破って人里に降りてきた。身体が弱く、飛ぶ体力も残っていない。
マスク・ド・チュン
コハルの夫で、人手種のトリビト。筋骨隆々のプロレスラー。
人間社会で働く珍しいトリビトで、かなり有名人らしい。

## 施設
喫茶店「とりきっさ」
森の中にある大きな樹の上の喫茶店。ヒロカズが来るまで、リンとスズが切り盛りしていた。もともとは人間の中年男性3人が営業していた喫茶店だが、潰れて空き家になっていたところにリンたちがやってきた。
第33羽「ほうかい」で開店以来最大の危機を迎える。

## 書誌情報
- ノブヨシ侍『とりきっさ!』 徳間書店〈RYU COMICS〉、全7巻
  1. 2015年7月1日発行（2015年6月13日発売）、ISBN 978-4-19-950456-3
  2. 2015年8月1日発行（2015年7月13日発売）、ISBN 978-4-19-950464-8
  3. 2016年1月1日発行（2015年12月12日発売）、ISBN 978-4-19-950484-6
  4. 2016年9月1日発行（2016年8月12日発売）、ISBN 978-4-19-950524-9
  5. 2017年2月1日発行（2017年1月13日発売）、ISBN 978-4-19-950546-1
  6. 2017年9月1日発行（2017年8月12日発売）、ISBN 978-4-19-950579-9
  7. 2018年2月1日発行（2018年1月12日発売）、ISBN 978-4-19-950607-9